# James Gordon Lindsay
James Gordon Lindsay (Zion, 18 de junho de 1906 – Dallas, 1 de abril de 1973) foi um escritor, autor e fundador da Cristo para as Nações.
Nascido em Zion, Illinois, seus pais foram discípulos de John Alexander Dowie, o pai do reavivamento da cura na América. depois da família se mudar para Portland, Oregon, o jovem garoto foi influênciado por John G. Lake e convertido por Charles G. Parham. Na idade de dezoito anos ele começou seu ministério como um missionário evangelista conduzindo pessoas as Assembléias de Deus e outros grupos pentecostais. Algumas de suas obras estão traduzidas para o português.

## Biografia
James Gordon Lindsay nasceu e cresceu em uma atmosfera de cura e experiência pentecostal. Ele nasceu em Zion City, Illinois, em 18 de junho de 1906. Seus pais eram Thomas Lindsay e Effie (Ramsey) Lindsay. Eles eram seguidores de John Alexander Dowie, um famoso evangelista de cura. Quando a cidade foi à falência, após a queda Dowie, o primeiro Lindsays foi movido a uma comunidade cristã, na Califórnia, dirigida por Pisgah Finis E. Yoakum, e depois para Portland, Oregon. Ele se converteu durante uma reunião liderada por Charles G. Parham, o iniciador do movimento pentecostal em Topeka, Kansas. Ele então desenvolveu relacionamento com John G. Lake, que começou a Missões Cura Divina, em Spokane, [[Washington e Portland, Oregon. Lindsay viajou com o Lake nas campanhas da Califórnia e dos estados do sul. Depois, ele se tornou um pastor de uma igreja do Evangelho Quadrangular na Califórnia, mas voltou ao Oregon, onde casou-se com Freda Schimpf.
Depois, Lindsay aceitou um convite para pastorear uma igreja em Ashland, Oregon, no início da década de 1940. Em 1947 ele tinha ouvido e encontrou William M. Branham, que estava tendo um sucesso significativo no ministério de evangelismo. Demitiu-se e tornou-se gerente da campanha Branham. A fim de promover as campanhas, Lindsay começou a "Voz da Cura", em abril de 1948. Era uma revista de grande circulação no sul. Branham estava tendo lutas e anunciou que ele já não estava em condições de fazer as reuniões evangelísticas. Isto foi devastador para Lindsay, e sua equipe, já que o foco pra ele sair do ministério pastoral foi sobre o ministério de Branham.. Jack Coe veio como um co-editor da revista. Ele começou a se concentrar em outros ministérios, como Jack Coe, Oral Roberts, e A.A. Allen. A Voz do grupo de cura patrocinaram uma convenção evangelística de cura em Dallas, Texas e Kansas City, em 1950. Eventualmente, alguns dos ministros envolvidos desenvolveu a sua própria revista e o grupo tornou-se muito pequeno.
Lindsay, assim como Charles Cullis (70 anos antes), sentiu que havia necessidade de uma literatura que cobriram a história, teologia e experiência de cura. Ele escreveu mais de 250 livros e panfletos, além de ser um colaborador regular da revista "Voz da Cura". Sentindo-se um convite para desenvolver missões e obras evangelísticas, ele patrocinou campanhas de missões internacionais. Ele escreveu a literatura que foi enviado em todo o mundo através de uma literatura nativa. Ele começou um programa de rádio e junto com WA Raiford, fundou o Clube Internacional de Igrejas e Ministros do Evangelho Pleno. Durante 1956, ele realizou um Winning Cruzada das Nações, com o objetivo de enviar equipes de ministros a todo o mundo! A revista "A Voz da Cura" mudou seu nome para Cristo para as Nações.

## Cristo para as Nações
Há alguns anos ele já vinha ensinando jovens a serem missionários nas nações, o poder do nome de Jesus e do batismo no Espírito para o crente. Então, em 1970 ele fundou, juntamente com Freda sua esposa, o Christ For The Nations Institute (Cristo para as Nações) que hoje conta com mais de 1200 alunos, sendo 250 internacionais de 50 nações diferentes.
Ele também foi um dos primeiros cristãos a tratar e escrever de assuntos como OVNIs.. assim como artigos na Voice of Healing Magazine - em tradução livre, Revista Voz do Paraíso.
James Gordon Lindsay morreu inesperadamente em 1 de abril de 1973 na hora de um culto no Instituto. 
Freda Lindsay, sua esposa, continuou diligentemente o seu sonho apostólico de fundar igrejas, apoiar ministros e estudar muitos alunos. Ela continuou ativa até sua idade de 94 anos. Morreu em sua casa, faltando um mês para completar 95 anos, na meia noite de quase o mesmo dia do mês que o marido tinha morrido (26/03/2010) a 27 anos atrás disso.
Seu filho, Dennis Lindsay, é o atual presidente do CFNI e continua o trabalho que seus pais começaram.

## Livros publicados
Gordon Lindsay publicou vários livros em inglês e outros idiomas. Alguns dos livros publicados em português são:
- A Revolução e suas consequências
- A Vida e os Ensinos de Cristo - Vol. I
- A Vida e os Ensinos de Cristo - Vol. II
- A Vida e os Ensinos de Cristo - Vol. III
- Abraão - O Amigo de Deus
- Adão e Eva
- As Maravilhosas Promessas de Jesus
- Casamento, Divórcio e Novo Casamento
- Como Receber a Cura
- Como Receber o Batismo com o Espírito Santo
- Como tornar-se um cristão bem-sucedido
- Davi alcança o reino
- Declínio e queda de Israel e Judá
- Elias, o homem que não morreu
- Eliseu, o homem que recebeu a porção dobrada
- Eliseu, o profeta do sobrenatural
- Enoque e Noé - patriarcas do dilúvio
- Esdras e Neemias - O retorno da Babilônia
- Gideão e os primeiros juízes
- Isaias, o profeta messiânico - Jeremias, o profeta "chorão"
- Isaque e Rebeca
- Jacó - o suplantador que se tornou um príncipe com Deus
- Jacó e o seu filho José
- Jefté e Sansão
- José e seus irmãos
- Josué, o conquistador de canaã
- Ló e sua esposa
- Moisés e a igreja no deserto
- Moisés e seus contemporâneos
- Moisés, o legislador
- Moisés, o libertador
- O Caminho para a vida eterna
- O Jovem Davi
- O Ministério Carismático
- O Profeta Samuel
- Oração e Jejum - A chave mestra para o impossível
- Oração que transporta montes
- Orações que transformam o mundo
- Os 400 anos de silêncio
- Os fatos sobre o sétimo dia
- Os primeiros reis de Israel
- Os primeiros reis de Judá e a revolução
- Os profetas menores - Naum, Habacuque, Sofonias, Ageu, Zacarias e Malaquias
- Os profetas menores - Oseias, Joel, Amós, Obadias, Jonas e Miqueias
- Os Segredos da Oração que Transporta os Montes
- Os últimos dias de Davi e seus contemporâneos
- Rute, a respigadeira, e o menino Samuel
- Salomão e Roboão
- Saul e Jônatas
- Saul, o primeiro rei de Israel
- Sinais da Próxima Vinda de Cristo